# Flavius Dagalaifus
Flavius Dagalaifus (vagy Dagalaif, görögül Γλαἵφος) 4. századi germán származású római katona, hadvezér, a magister equitum rang birtokosa, a 366. év consulja.
Dagalaifus valamelyik germán törzsből származott, pontos születési ideje és helye ismeretlen. 361-ben tűnik fel a forrásokban, amikor Iulianus császár comes domesticorum rangot („gárdaparancsnok”) adományozott neki. A Sirmiumban letartóztatott, Iulianus ellen fellázadó Lucillianus magister equitum belső embere volt korábban.
363-ban részt vett a balsikerű perzsa-hadjáraton. Dagalaifus és Victor voltak annak az utóvédalakulatnak a parancsnokai, amelynek egyik csetepatéjában Iulianus meghalt. Ők ketten játszották a legnagyobb szerepet – Nevitta és Arintheus mellett – a következő császár megválasztásában, először Saturninius Secundus Salutiust jelölték, majd miután ő visszautasította az ajánlatot, helyette Iovianust.
Iovianus a római szemszögből rendkívül hátrányos, de legalább keleten békét biztosító béke megkötése után adományozta Dagalaifusnak a magister equitum rangot. Iovianus hamarosan bekövetkező halála után részt vett a következő császárválasztáson is, melynek során új császárnak Valentinianust tették meg császárnak. 365–366-ban az alemannok ellen harcolt, 366-ban Valentinianus fiával, Gratianusszal együtt consul. Halálának ideje ismeretlen.
| Elődei: Valentinianus és Valens | Consul 366 collega: Gratianus | Utódai: Flavius Lupicinus és Flavius Iovinus |